# Carolina Tejera
Carolina Tejera (Caracas, 14 de octubre de 1976) es una actriz y modelo venezolana.

## Biografía
Se ha destacado como actriz por su participación en diversas telenovelas venezolanas y estadounidenses.
Actuó en el programa de humor: Cheverísimo, de Venevision y en la telenovela Sirena en 1993 producida por Marte Televisión y transmitida por Venevisión, a esto vendrían otros papeles importantes en su carrera en telenovelas como La hija del presidente y Reina de corazones. 
Sin embargo, fue en 1999 cuando RCTV le dio su primer papel protagónico en la telenovela venezolana Mujer secreta junto al actor Juan Carlos Vivas; definitivamente este fue un reto para Carolina, ya que ella interpretaba a una mujer de 33 años de edad, teniendo en la vida real solo 23 años.
En el año 2000, volvió a recibir su segundo papel protagónico de nueva cuenta con RCTV en la telenovela Hay amores que matan. En el año 2001 de la mano de RCTV participa en la telenovela Carissima donde interpreta a Maribella. 
Luego de dos protagónicos y de varias telenovelas grabadas con RCTV en su natal Venezuela, en el año 2002 la actriz firma un contrato con Venevisión International y se traslada hasta la ciudad de Miami para antagonizar la telenovela Gata salvaje dando vida a Eva Granados. 
Gracias a su personaje graba otras dos telenovelas más, una en Perú, La mujer de Lorenzo con Iguana Producciones y Venevisión International entre 2003 y 2004, y en "Inocente de ti" con Televisa entre 2004 y 2005.
Tras una ausencia laboral de casi tres años, Carolina participa en la versión costarricense del programa Bailando por un sueño, sin embargo sufrió una fractura de cuello que la mantuvo ausente un año más. 
En el 2008 regresa con la telenovela Valeria, esta vez en la televisora estadounidense Univisión en donde interpretó a Miroslava.
Luego de dos años de no actuar en telenovelas, Carolina firma con Telemundo, donde hasta la fecha lleva 3 telenovelas la primera de ellas fue Aurora en 2010 realizando una participación especial, seguida de otra participación en la etapa culminante de la telenovela Alguien te mira.
En 2011, Carolina vuelve a recibir un papel estelar en la telenovela Mi corazón insiste, interpretando a la nueva villana de la telenovela. Participó en Corazón valiente como Lorena Barrios, pero salió de la telenovela por supuesta mala conducta e irresponsabilidad, por eso no ha vuelto a firmar ningún contrato con Telemundo. En 2013, regresa con la producción de Cisneros Media Cosita linda como Tiffany Robles.

### Vida personal
El 3 de marzo de 2006, se casó con el empresario costarricense Don Stockwell. El 2 de agosto de 2006, Carolina dio a luz a su primer hijo, un niño llamado Michael Aslan Stockwell Tejera. Luego de casi cinco años de matrimonio y con un hijo de por medio, Carolina y Don Stockwell firmaron el divorcio formal el 5 de mayo del 2011 de manera amistosa y cordial. Esto obligó a Carolina a radicar oficialmente en Miami junto a su hijo Michael.

## Filmografía

### Telenovelas
| Año       | Título                            | Rol                            |
| --------- | --------------------------------- | ------------------------------ |
| 2014      | Cosita linda                      | Tiffany Robles                 |
| 2012      | Corazón valiente                  | Lorena Barrios                 |
| 2011      | Mi corazón insiste en Lola Volcán | Diana Mirabal                  |
| 2010-2011 | Aurora                            | Clara Amenabar                 |
| 2010      | Alguien te mira                   | Valeria Stewart                |
| 2008-2009 | Valeria                           | Miroslava Montemar de Riquelme |
| 2004      | Inocente de ti                    | Nuria Salas                    |
| 2003      | La mujer de Lorenzo               | Laura                          |
| 2002-2003 | Gata salvaje                      | Eva Granados                   |
| 2001      | Carissima                         | Marbella Vallemorín            |
| 2000      | Hay amores que matan              | Amanda Santacruz               |
| 1999      | Mujer secreta                     | Eugenia Sánchez de Landaeta    |
| 1999      | Muchacho solitario                | Marjorie                       |
| 1998      | Reina de corazones                | Mesalina Tricado Guerra        |
| 1997      | María de los Ángeles              | Amarilis de la Cueva           |
| 1996      | Volver a vivir                    | Ángela Rodríguez               |
| 1994      | Cruz de nadie                     |                                |
| 1994      | La hija del presidente            | Adriana Sarabia                |
| 1993      | Rosangélica                       |                                |
| 1993      | Sirena                            | Clemencia 'Tita' Mendoza       |

### Programas
- Cheverísimo (1992-1993)
- Bailando por un sueño (2007) - Concursante
- Top Chef VIP (2024) - Concursante[9]
- Los 50 (2024) - Concursante[10]

## Premios y nominaciones

### Fonovideo Productión Awards
| Año  | Categoría     | Telenovela   | Resultado |
| ---- | ------------- | ------------ | --------- |
| 2008 | Mejor villana | Gata salvaje | Nominada  |
| 2008 | Actriz joven  | Gata salvaje | Nominada  |